# Manubles
Der Río Manubles ist ein ca. 71 km langer nördlicher Nebenfluss des Río Jalón. Er fließt durch Teile der Provinzen Soria und Saragossa in den Autonomen Regionen Kastilien-León und Aragonien im Nordosten Spaniens.

## Verlauf
Der Río Manubles entspringt aus mehreren Quellbächen auf der Westseite der Sierra de Moncayo nordöstlich des Ortes Borobia nahe der Ostgrenze der Provinz Soria. Von dort fließt er in vorwiegend südlicher Richtung durch den Nordwesten der Provinz Saragossa um schließlich beim Ort Ateca in den Río Jalón zu münden.

## Nebenflüsse und Stauseen
Einziger größerer Nebenfluss ist der Río Carabán; der Río Manubles wird nicht gestaut.

## Orte am Fluss
Provinz Soria
Borobia, Ciria
Provinz Saragossa
Berdejo, Bijuesca, Torrijo de la Cañada, Moros, Ateca

## Geschichte
Vor allem im Spätmittelalter war die Gegend zwischen den Königreichen Kastilien und Aragón umstritten („Guerra de los Dos Pedros“). Aus dieser Zeit stammen mehrere Burgruinen (castillos).

## Sehenswürdigkeiten
Schönste Orte entlang des Flusses sind Berdejo, Bijuesca und Torrijo de la Cañada.